# Leigh-fényszóró

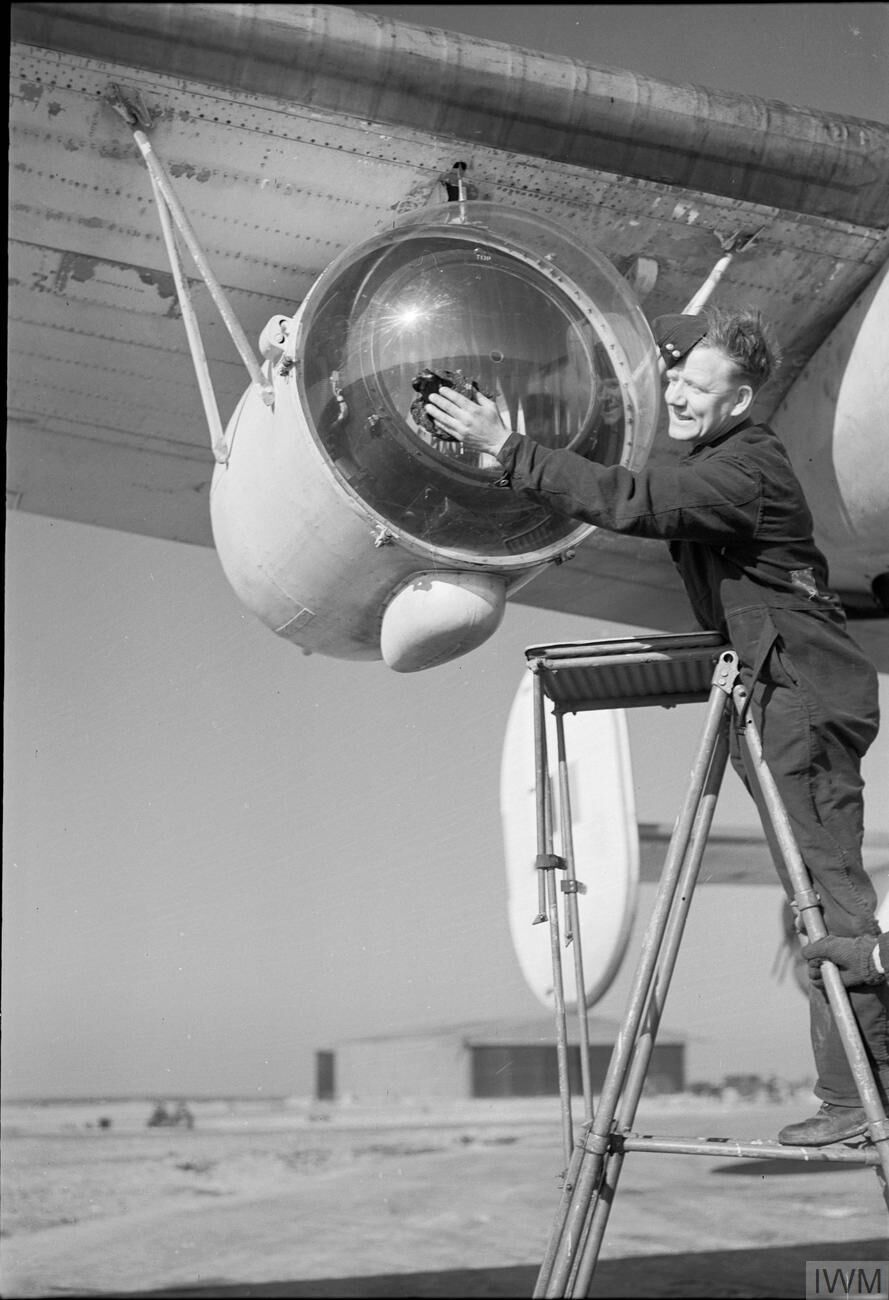
A Leigh-fényszóró egy brit B–24 Liberator szárnyára szerelve, 1944. február 26-án

A Leigh-fényszóró egy brit, második világháborús, tengeralattjáró elleni eszköz volt, melyet a második atlanti csatában használtak.
A Leigh-fényszóró egy 22 millió kandela fényerejű, 61 cm átmérőjű fényszóró volt, melyet a Brit Királyi Légierő partmenti parancsnokságának bombázóira szereltek fel, hogy azok éjjel is észlelhessék a felszínen tartózkodó német tengeralattjárókat.
A fényszórót 1942 júniusától használták, az éjjel, akkumulátoruk feltöltése miatt felszínre emelkedett tengeralattjárók elleni támadás segítésére. A fényszóró megjelenése előtt, a német U-bootok biztonságban érezhették magukat az éjjeli töltés ideje alatt, de az új berendezés megjelenésével ez a helyzet megváltozott. A támadó repülőgépek, ASV- (Air to Surface Vessel, magyarul levegő-felszín hajófedélzeti) radarjaik segítségével megkeresték a célpontot, támadó pozíciót vettek fel, majd csak közvetlenül a támadás előtt kapcsolták be a fényszórót. A tengeralattjárók ilyen rövid idő alatt képtelenek voltak lemerülni, így a támadó repülőgépek számára tiszta célpontot jelentettek. Az akkumulátor töltés közben a tengeralattjárók motorjai olyan hangosak voltak, hogy azok miatt az U-bootok legénysége nem hallhatta a közeledő repülőgépeket. A fényszóró annyira hatékony volt, hogy a tengeralattjárók ezentúl már csak napközben töltötték az akkumulátoraikat, mert akkor legalább láthatták, ha ellenséges repülőgép közeledik. Az eszköz bevezetése után az ellenséges tengeralattjárók miatt elveszített hadianyag-szállítmányok tömege harmadára esett vissza, havi 600 000 tonnáról, havi 200 000 tonnára.

## Kifejlesztése
A korai levegő-felszín radarok, mint például az ASV Mk. II, meglehetősen nagy minimális hatótávval rendelkeztek. Ennek következtében, mikor a repülőgép közel ért a célpontjához, az eltűnt a radarról, de ez a távolság viszont még túl nagy volt ahhoz, hogy a cél szabad szemmel látható legyen éjjel is, kivilágítás nélkül. Kezdetben ezt a problémát úgy oldották meg, hogy a repülő világító bombákat dobott ki, amely ejtőernyőjén ereszkedve bevilágította a területet. Ezek a világító bombák viszont csak a repülőgép alatti területet világították meg, így egy esetleges tengeralattjárót csak akkor vehettek észre ha egyszer már elrepültek felette. Ebben az esetben a repülőgépnek meg kellett fordulnia és úgy megtámadnia az ellenséges U-bootot. Ezzel viszont az volt a probléma, hogy mialatt a repülőgép megfordult, a tengeralattjárónak volt ideje lemerülni.
Ezt követően kifejlesztettek késleltetett gyújtású jelzőbójákat is, melyek csak a ledobás után, bizonyos idő elteltével kezdtek világítani. Az ilyen világító testek eredményeképp a repülőgépeknek több idejük volt a megfordulásra, valamint a vízbe ereszkedő bóják általi megvilágításban már látszott a felszín alatti tengeralattjárók körvonala is.
Humphry de Verde Leigh, a Királyi Légierő egyik személyügyi főtisztje, egy bevetésről visszatérő repülő legénységével csevegve gondolta ki a repülőgép aljára erősített fényszóró ötletét. Ezt követően Leigh teljesen a maga költségén fejlesztette ki a fényszórót, teljes titoktartás mellett, és hivatalos engedély nélkül. Emiatt a légügyi minisztérium egész addig nem is tudott a fejlesztéséről, míg az első prototípust be nem mutatták. Leigh találmányát, a méretei miatt kezdetben igencsak nehézkes volt a gépekre szerelni. Leigh viszont ragaszkodott hozzá, hogy találmányát próbálják ki élesben is. Ennek eredményeképp megszerezte Sir Frederick Bowhill, a Parti Parancsnokság (Royal Air Force Coastal Command) főparancsnokának beleegyezését is. 1941 márciusában egy Vickers Wellington DWI típusú repülőgépet, amely előzőleg már rendelkezett a fényszóró üzemeltetéséhez szükséges plusz energiaforrással (előzőleg egy beépített elektromágnes segítségével víziaknák hatástalanítására használták), felszereltek egy behúzható fényszóróval. A teszt során sikerült bebizonyítani a terv életképességét.
Ezen a ponton a légügyi minisztérium úgy döntött, hogy, bár a Leigh-fényszóró igen életképes elgondolás, mégis inkább egy kevésbé hatékony megoldást, a Turbinlite kereső fényt használják, mely szintén egy, az éjszakai támadásokhoz kifejlesztett segédeszköz. Később azonban mégis úgy döntöttek, hogy szolgálatba állítják Leigh megoldását is, igaz ezt csak 1942 közepén kezdték határozták el.

## Alkalmazása
1942 júniusától ASV-radarral és Leigh-fényszóróval felszerelt repülőgépek kezdtek járőrözni a Vizcayai-öböl felett, gyakran felfedezve a franciaországi kikötőjükbe tartó, vagy onnan induló német tengeralattjárókat. A fényszóró alkalmazását megelőzően a brit gépek nem tudtak egyetlen tengeralattjárót sem elsüllyeszteni ezen a területen, sőt hat repülőgépet el is vesztettek a Luftwaffe KG 200 repülőalakulatának köszönhetően. A Leigh-fényszóró megjelenése megfordította a helyzetet, és augusztus végére a német U-bootok inkább nappal emelkedtek felszínre, mert így legalább látták, ha ellenség közeledik.
Leigh és egyik segítője Peter Cundy megkapták a Légierő keresztjét (Air Force Cross), a Leigh-fényszóró kifejlesztéséért.

## Külső hivatkozások
- A Leigh-fényszóró technikai jellemzői (Angol)
- A Leigh-fényszóró története (Magyar)